# Pucok Alue Buket
Pucok Alue Buket is een bestuurslaag in het regentschap Aceh Utara van de provincie Atjeh, Indonesië. Pucok Alue Buket telt 168 inwoners (volkstelling 2010).